# 산타클로스

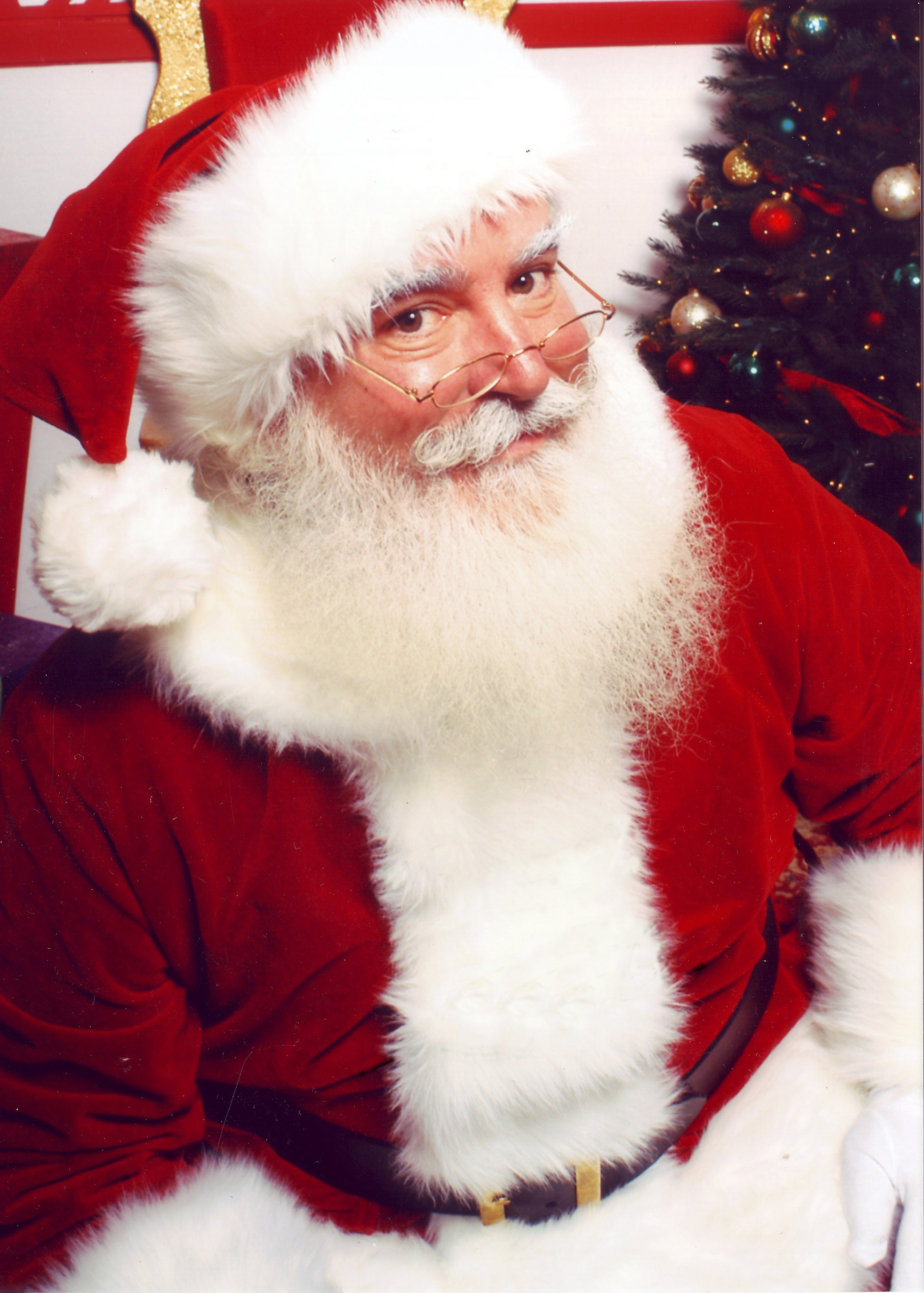

산타클로스(영어: Santa Claus, Saint Nicholas, Saint Nick, Father Christmas, Kris Kringle 또는 Santa)는 주로 서양의 기독교 문화권에서 크리스마스 이브에 착한 어린이들에게 선물을 나눠주는 전설적인 인물로 크리스마스 트리, 크리스마스 캐럴 등과 함께 크리스마스를 상징한다.

## 기원
오늘날의 튀르키예에 해당하는 소아시아 뮈라의 주교였던 성 니콜라오스(그리스어: Άγιος Νικόλαος, 영어: Saint Nicholas)라는 실존 인물과 관련된 유럽과 아시아의 설화가 산타클로스의 기원이 되었다.
뮈라의 주교 니콜라오스는 남몰래 많은 선행을 하였는데, 니콜라오스가 죽은 후, 그의 선행에 대한 이야기는 노르만족들이 유럽으로 전했다. 12세기 초 프랑스의 수녀들이 니콜라우스의 축일 (12월 6일)의 하루 전날인 12월 5일에 과거 성 니콜라우스의 선행을 기념해 가난한 아이들에게 선물을 주기 시작했고, 그 풍습이 유럽 전 지역으로 확산되었다.
17세기쯤 아메리카 신대륙으로 이주한 네덜란드 사람들이 자선을 베푸는 사람을 성 니콜라우스라는 이름 대신 산테 클라스라고 부르게 되었다. 이 발음이 그대로 영어가 되었고, 19세기경 크리스마스가 전 세계에 알려지면서 오늘날의 산타클로스로 불리게 되었다. 유럽에서는 ‘파더 크리스마스’(영어: Father Christmas)라고 불렸으며, 지금도 영어권 밖의 지역에서는 그렇게 부르는 곳이 많다.

## 붉은 옷의 유래
산타클로스가 붉은색 옷을 입는 이유는 여러가지가 있지만 그중 하나로 1931년 코카콜라가 겨울철 제품 판매량이 급격히 감소하자 이를 막기 위해 홍보 전략으로 붉은 색을 산타클로스에게 입히고 백화점 홍보에 나선 것이 크게 알려졌다. 하지만 이러한 산타의 모습은 코카콜라 이전부터 있었던 것이라고도 할 수 있다.
산타클로스의 본래 색은 초록색이다.

## 굴뚝으로 들어오는 유래
4세기 경 튀르키예에 세 자매가 살고 있는 가난한 집이 있었는데 그 집은 너무 가난해서 세 자매 모두 결혼을 못하고 있었다. 평소에 착한 일을 하던 주교 성 니콜라우스가 자매들을 도와주기로 결심하는데 니콜라우스 주교는 아무도 모르게 금 주머니를 굴뚝으로 떨어트렸다. 금덩이는 신기하게도 벽에 걸어 둔 양말 속으로 들어가게 되고, 금을 받은 세 자매는 그 돈으로 결혼하게 되었다. 니콜라우스 주교의 이 이야기가 후세에 전해져 산타클로스가 굴뚝으로 들어온다는 미신 또는 속설이 생겼다.

## 같이 보기
- 데드 모로스
- 요울루푸키
- 크람푸스
- 카이사레이아의 바실레이오스
- 신터클라스
- 동방 박사
- 성 니콜라우스
- 잭 프로스트
- 부활절 토끼
- 잔트만
- 이의 요정
- 크리스마스
- 루돌프